# Сторонні й відсутні розв'язки
У математиці сторонній розв'язок (або фіктивний розв'язок) — це розв'язок, який виникає в процесі вирішення проблеми, але не є її справжнім розв'язком. Відсутній розв'язок – це справжній розв'язок, який було втрачено під час процесу вирішення. Обидві ситуації часто є результатом виконання дій, які не є оборотними для деяких або всіх значень залучених змінних, що не дозволяє ланцюгу логічної послідовності бути двонаправленим.

## Сторонні розв'язки: множення
Один із основних принципів алгебри полягає в тому, що можна помножити обидві частини рівняння на один і той самий вираз, не змінюючи розв'язків рівняння. Однак, строго кажучи, це не так, оскільки множення на певні вирази може створити нові розв'язки, яких раніше не було. Розглянемо, наприклад, таке рівняння:
{\displaystyle x+2=0.}
Якщо ми помножимо обидві частини на нуль, отримаємо,
{\displaystyle 0=0.}
Це вірно для всіх значень {\displaystyle x}, тому множина розв'язків складається з дійсних чисел. Але очевидно, що не всі дійсні числа є розв'язками вихідного рівняння. Проблема полягає в тому, що множення на нуль не є оборотним: якщо ми множимо на будь-яке ненульове значення, ми можемо обернути операцію, поділивши на те саме значення, але ділення на нуль не визначено, тому множення на нуль не можна обернути.
Точніше, припустімо, що ми беремо те саме рівняння та множимо обидві частини на {\displaystyle x}. Тоді ми отримуємо
{\displaystyle x(x+2)=(0)x,}
{\displaystyle x^{2}+2x=0.}
Це квадратне рівняння має два розв'язки: {\displaystyle x=-2} і {\displaystyle x=0.} Але якщо {\displaystyle x} приймає значення {\displaystyle 0} у вихідному рівнянні, результатом є недійсна рівність {\displaystyle 2=0}. Цей суперечливий результат виникає тому, що у випадку коли {\displaystyle x=0}, помноживши обидві частини рівняння на {\displaystyle x}, ми множимо обидві частини на нуль, і тому обов'язково створюємо істинну рівність, як у першому прикладі.
Загалом, щоразу, коли ми множимо обидві частини рівняння на вираз, що містить змінні, ми вводимо сторонні розв'язки, якщо цей вираз може дорівнювати нулю. Але виключити ці значення не завжди може бути коректно, оскільки вони можуть бути справжніми розв'язками вихідного рівняння. Наприклад, припустімо, що ми множимо обидві частини нашого початкового рівняння {\displaystyle x+2=0} на {\displaystyle x+2.} Ми отримуємо рівняння
{\displaystyle (x+2)(x+2)=0(x+2),}
{\displaystyle x^{2}+4x+4=0,}
яке має лише один дійсний розв'язок: {\displaystyle x=-2} . Це також розв'язок вихідного рівняння, тому його не можна виключати, хоча {\displaystyle x+2=0} для цього значення {\displaystyle x}.

## Сторонні розв'язки: дроби
Сторонні розв'язки можуть виникати природним чином у задачах із дробами зі змінними в знаменнику. Наприклад, розглянемо таке рівняння:
{\displaystyle {\frac {1}{x-2}}={\frac {3}{x+2}}-{\frac {6x}{(x-2)(x+2)}}\,.}
Щоб розв'язати це рівняння, помножимо кожну його частину на найменший спільний знаменник усіх дробів, які містяться в рівнянні. У цьому випадку найменший спільний знаменник {\displaystyle (x-2)(x+2)}. Після виконання цих дій дроби скорочуються, і рівняння набуває вигляду:
{\displaystyle x+2=3(x-2)-6x\,.}
Розв'язуючи це рівняння, отримуємо єдиний розв'язок {\displaystyle x=-2.} Однак, коли ми підставляємо розв'язок у вихідне рівняння, отримуємо:
{\displaystyle {\frac {1}{-2-2}}={\frac {3}{-2+2}}-{\frac {6(-2)}{(-2-2)(-2+2)}}\,.}
Тоді рівняння набуває вигляду:
{\displaystyle {\frac {1}{-4}}={\frac {3}{0}}+{\frac {12}{0}}\,.}
Це рівняння не є дійсним, оскільки ділити на нуль не можна. Тому розв'язок {\displaystyle x=-2} є стороннім і недійсним, а вихідне рівняння не має розв'язку.
Для цього конкретного прикладу можна визнати, що (для значення {\displaystyle x=-2}) операція множення на {\displaystyle (x-2)(x+2)} буде множенням на нуль. Однак не завжди легко оцінити, чи впливає кожна виконана дія на кінцеву відповідь. Через це часто єдиним простим і ефективним способом роботи з множенням на вирази, що містять змінні, є підставлення кожного з отриманих розв'язків у вихідне рівняння та перевірка того, що результат є дійсною рівністю. Після відкидання розв'язків, які призводять до недійсних рівностей, ми матимемо коректну множину розв'язків. У деяких випадках, як у прикладі вище, усі розв'язки можуть бути відкинуті, і тоді вихідне рівняння не має розв'язку.

## Відсутні розв'язки: ділення
Перевірка сторонніх розв'язків не надто складна, оскільки вона просто вимагає перевірки всіх розв'язків на коректність. Більшим викликом є відсутні розв'язки, які можуть виникнути під час виконання дій над виразами, які недійсні для певних значень цих виразів.
Наприклад, якщо ми розв'язуємо наступне рівняння, правильний розв'язок можна отримати, віднявши {\displaystyle 4} від обох частин, а потім поділивши обидві частини на {\displaystyle 2}:
{\displaystyle 2x+4=0,}
{\displaystyle 2x=-4,}
{\displaystyle x=-2.}
За аналогією можна припустити, що ми можемо розв'язати наступне рівняння віднявши {\displaystyle 2x} від обох частин, а потім поділивши обидві частини на {\displaystyle x}:
{\displaystyle x^{2}+2x=0,}
{\displaystyle x^{2}=-2x,}
{\displaystyle x=-2.}
Розв'язок {\displaystyle x=-2} насправді є справжнім розв'язком вихідного рівняння; але інший розв'язок, {\displaystyle x=0}, втрачено. Це пояснюється тим, що ми розділили обидві частини на {\displaystyle x}, що включає невизначеність операції ділення на нуль, коли {\displaystyle x=0.}
Загалом можливо (і бажано) уникати ділення на будь-який вираз, який може дорівнювати нулю; однак, якщо це необхідно, достатньо переконатися, що будь-які значення змінних, які дорівнюють нулю, також не задовольняють початковому рівнянню. Наприклад, розглянемо рівняння:
{\displaystyle x+2=0.}
Допустимо розділити обидві сторони на {\displaystyle x-2}, отримуючи таке рівняння:
{\displaystyle {\frac {x+2}{x-2}}=0.}
Це допустимо, тому що єдине значення {\displaystyle x} для якого {\displaystyle x-2} дорівнює нулю: {\displaystyle x=2,} що не є розв'язком вихідного рівняння.
У деяких випадках ми не зацікавлені в певних розв'язках; наприклад, нам можуть бути цікаві лише додатні {\displaystyle x}. У цьому випадку припустимо ділити на вираз, який дорівнює нулю, лише коли {\displaystyle x} дорівнює нулю або від'ємний, тому що це може лише відкинути рішення, які нас не цікавлять.

## Інші дії
Множення та ділення — не єдині дії, які можуть змінити множину розв'язків. Для прикладу розглянемо таку задачу:
{\displaystyle x^{2}=4.}
Якщо взяти додатний квадратний корінь з обох сторін рівняння, отримаємо:
{\displaystyle x=2.}
Ми не беремо квадратний корінь із жодного від'ємного значення, оскільки обидва {\displaystyle x^{2}} і {\displaystyle 4} обов'язково є додатними. Але ми втратили розв'язок {\displaystyle x=-2.} Причина полягає в тому, що {\displaystyle x} насправді не є додатним квадратним коренем із {\displaystyle x^{2}.} Якщо {\displaystyle x} від'ємне, додатний квадратний корінь із {\displaystyle x^{2}} є {\displaystyle -x.} Якщо зробити цю дію правильно, ми натомість отримаємо рівняння:
{\displaystyle {\sqrt {x^{2}}}={\sqrt {4}}.}
{\displaystyle |x|=2.}
{\displaystyle x=\pm 2.}
Це рівняння має ті ж два розв'язки, що й вихідне рівняння: {\displaystyle x=2} і {\displaystyle x=-2.}
Ми також можемо змінити множину розв'язків, підносячи обидві частини в квадрат, тому що це зробить будь-які від'ємні значення в діапазонах рівняння додатними, призводячи до сторонніх розв'язків.